# Blue Lake Fine Arts Camp
Das Blue Lake Fine Arts Camp ist eine Non-Profit-Organisation aus Michigan. Sie organisiert ein internationales Austauschprogramm als Sommerferienfreizeit im „Manistee National Forest“. Der Schwerpunkt liegt hierbei auf Musik, Malerei, Tanzen und darstellendem Spiel.

## Beschreibung
Das Blue Lake Fine Arts Camp wurde als Non-Profit-Organisation im Jahr 1966 von Fritz und Gretchen Stansell gegründet. Die Familie ist noch immer im Besitz der Organisation. Das Lager ist etwa 5 km² groß und liegt im „Manistee National Forest“ in Michigan. Es kann bis zu 4500 Fünft- bis Zwölftklässler für jeweils zwei Wochen aufnehmen.
Blue Lake betreibt UKW-Rundfunkstationen sowohl lokal als auch in Grand Rapids. Diese sind Affiliate-Partner von National Public Radio.
Außerdem bietet Blue Lake auch Programme für Erwachsene. Anders als die Jugendlichen, die in den rustikalen Hütten des Lagers residieren, logieren sie in Hotels in der Umgebung. Sie arbeiten täglich wie die Jugendlichen mit ihren Instrumenten alleine und in Ensembles. Bei den Freizeit-, Lehr- und regulären Konzerten sind alle Altersgruppen willkommen.

## Internationaler Austausch

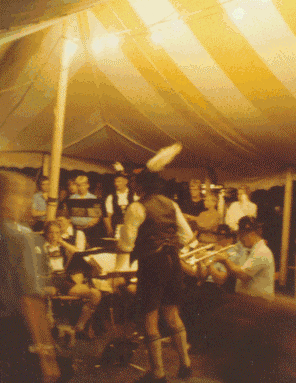
Blue-Lake-Schüler und -Betreuer zusammen mit einer Band in den Bayerischen Voralpen

Blue Lake beherbergt nicht nur internationale Gäste im Lager, sondern organisiert auch für diverse Ensembles aus amerikanischen Schülern Reisen und Konzerte nach und in Europa. Zu diesen Ensembles zählen u. a. Bigbands, Orchester und Chöre. Diese Programme sollen den amerikanischen Schülern die europäische Kultur nahebringen. Vom Senat der Vereinigten Staaten wurden sie als „hervorragende Repräsentanten der Vereinigten Staaten“ bezeichnet. Blue Lake startete außerdem multikulturelle Experimente wie das „Blue Lake in Bavaria“-Ensemble (engl. Bavaria = „Bayern“), das aus sowohl amerikanischen als auch europäischen Schülern verschiedenen Alters bestand. Über einen Zeitraum von einem Monat probte das Ensemble gemeinsam und gab Konzerte.